# Sérvia no Festival Eurovisão da Canção
A Sérvia participa no Festival Eurovisão da Canção como um país independente desde 2007.
A Sérvia começou a participar no Festival Eurovisão da Canção, como parte da República da Jugoslávia, que partiçipou 27 vezes, entre 1961 e 1992. Normalmente, as canções da Jugoslávia terminavam a meio da tabela de resultados, no entanto, houve ocasiões que tinha um melhor desempenho. A Jugoslávia teve três 4 º lugares e ainda venceu uma vez com Riva e "Rock Me". Mas a banda não veio da Sérvia, mas sim da Croácia, e, por conseguinte, o Festival Eurovisão da Canção 1990 não teve lugar em Belgrado (Capital Federal), mas, em Zagreb.
Após o desmembramento da Jugoslávia em 1992, os novos estados foram integrados no Festival Eurovisão da Canção de forma independente. Eslovênia, Croácia e a Bósnia e Herzegovina fizeram a sua estreia em 1993, enquanto que a Antiga República Jugoslava da Macedónia fê-lo em 1998. A Sérvia, por sua vez fê-lo em 2004, juntamente com o Montenegro, quando se alterou a descrição da República Federal da Jugoslávia e a Confederação da Sérvia e Montenegro.
A Sérvia e Montenegro teve uma boa estreia com a canção "Lane Moje" do cantor sérvio Zeljko Joksimovic. Na ocasião, conseguiu qualificar-se para as finais e estar em 2 º lugar, logo atrás Ruslana e "Wild Dances". O sucesso da canção garantiu um lugar para a Sérvia e Montenegro na final de 2005, onde a banda montenegrina No Name ficou em 7 º lugar.
A edição de 2006 do Evropesma (a seleção da confederação nacional), causou furor quando No Name retornaram para ganhar a final nacional. De acordo com os sérvios, a banda tinha injustamente vencido em 2005 e tiveram amostras de corrupção. A Sérvia, por isso, recusava-se a enviar o grupo. O conflito que resultou na Sérvia e Montenegro na Eurovisão deste ano. A depuração foi tomada pela Croácia, mas foram autorizados à Sérvia e Montenegro, o televoto nas semifinais e as finais.
A 21 de maio de 2006, um dia após o Festival Eurovisão da Canção, foi decidido através de um referendo que Montenegro seria independente. A 3 de Junho a independência foi declarada, e deu-se o fim da confederação da Sérvia e Montenegro. Em 2007, a Sérvia e Montenegro foram apresentados como países independentes, tendo ambos que se qualificar a partir da rodada semifinal. O Montenegro ficou em 16.º lugar em 23 e, por conseguinte, não qualificados. Por outro lado, a própria Sérvia foi bem sucedida; Marija Serifovic venceu a semifinal com uma vantagem confortável e foi declarada vencedora dois dias mais tarde, durante a final. A Sérvia é o segundo país na história da Eurovisão que obtem a vitória na sua estreia. Devido a esta vitória, o Festival Eurovisão da Canção 2008 teve lugar em Belgrado.

## Galeria

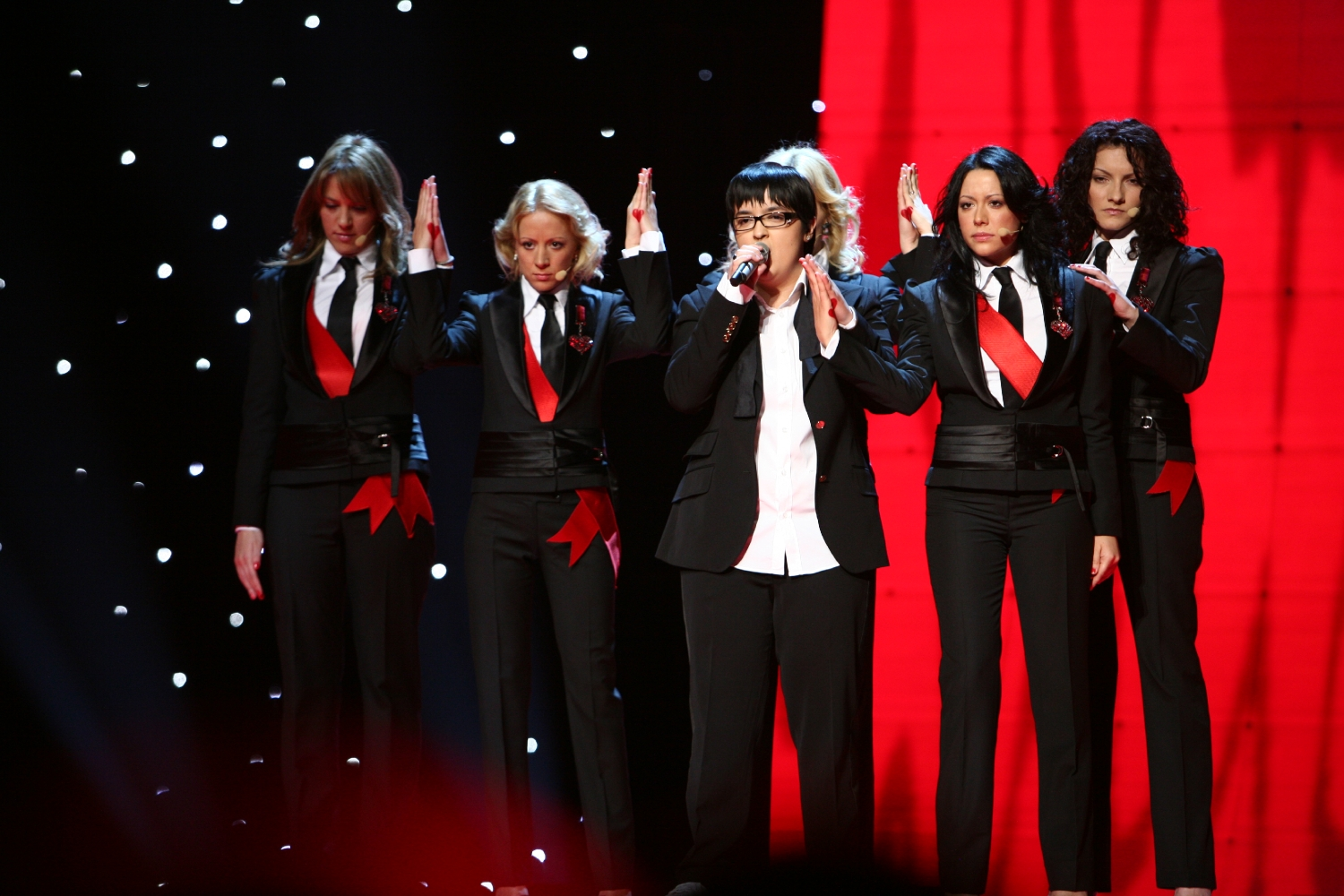
Marija Šerifović em Helsínquia (2007)
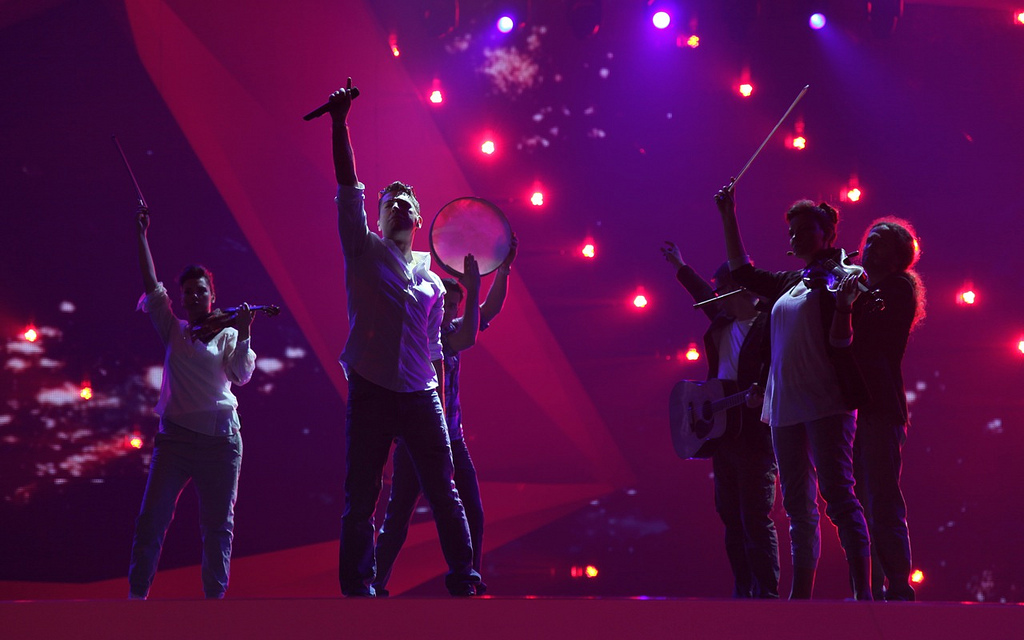
Željko Joksimović em Baku (2012)
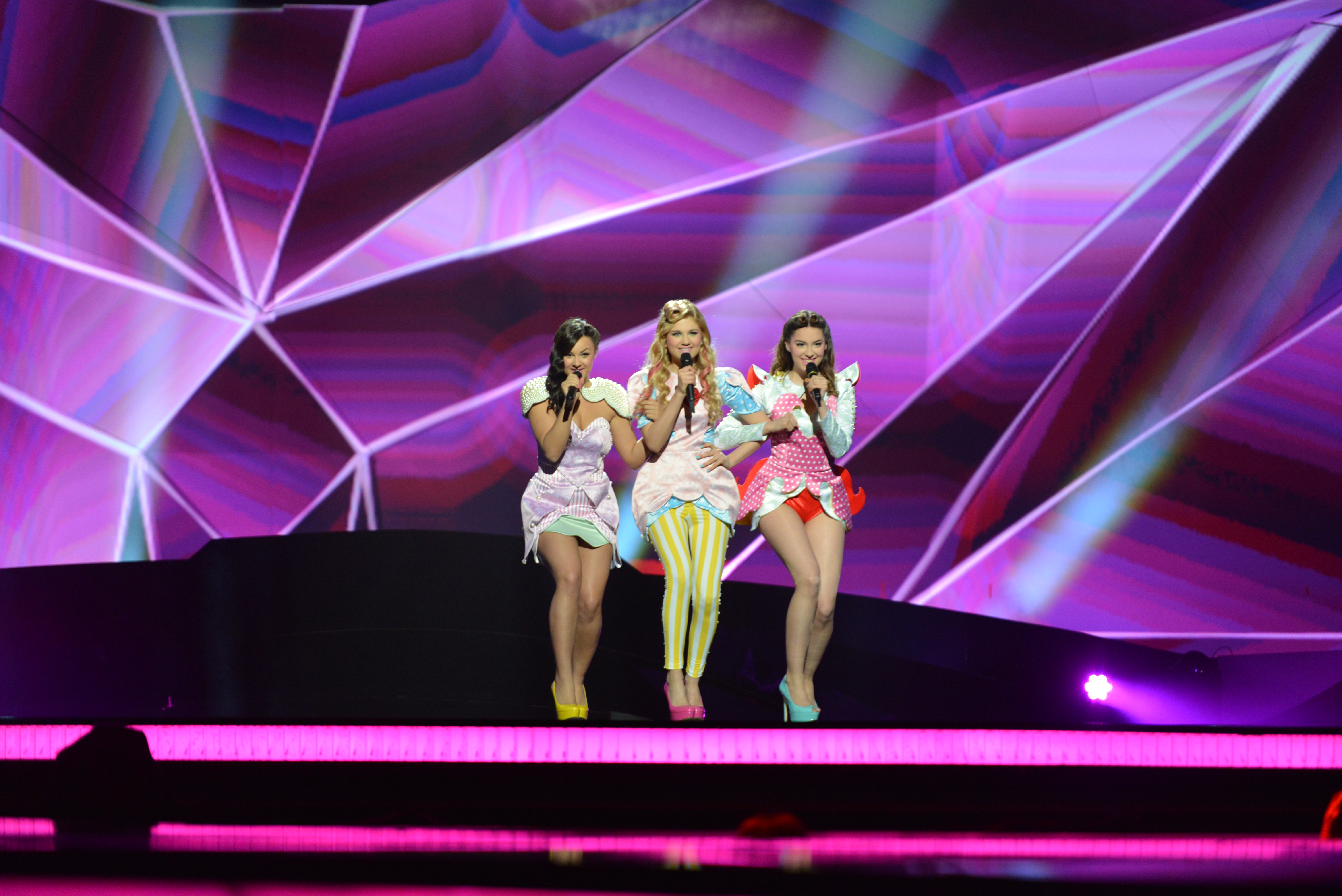
Moje 3 em Malmö (2013)
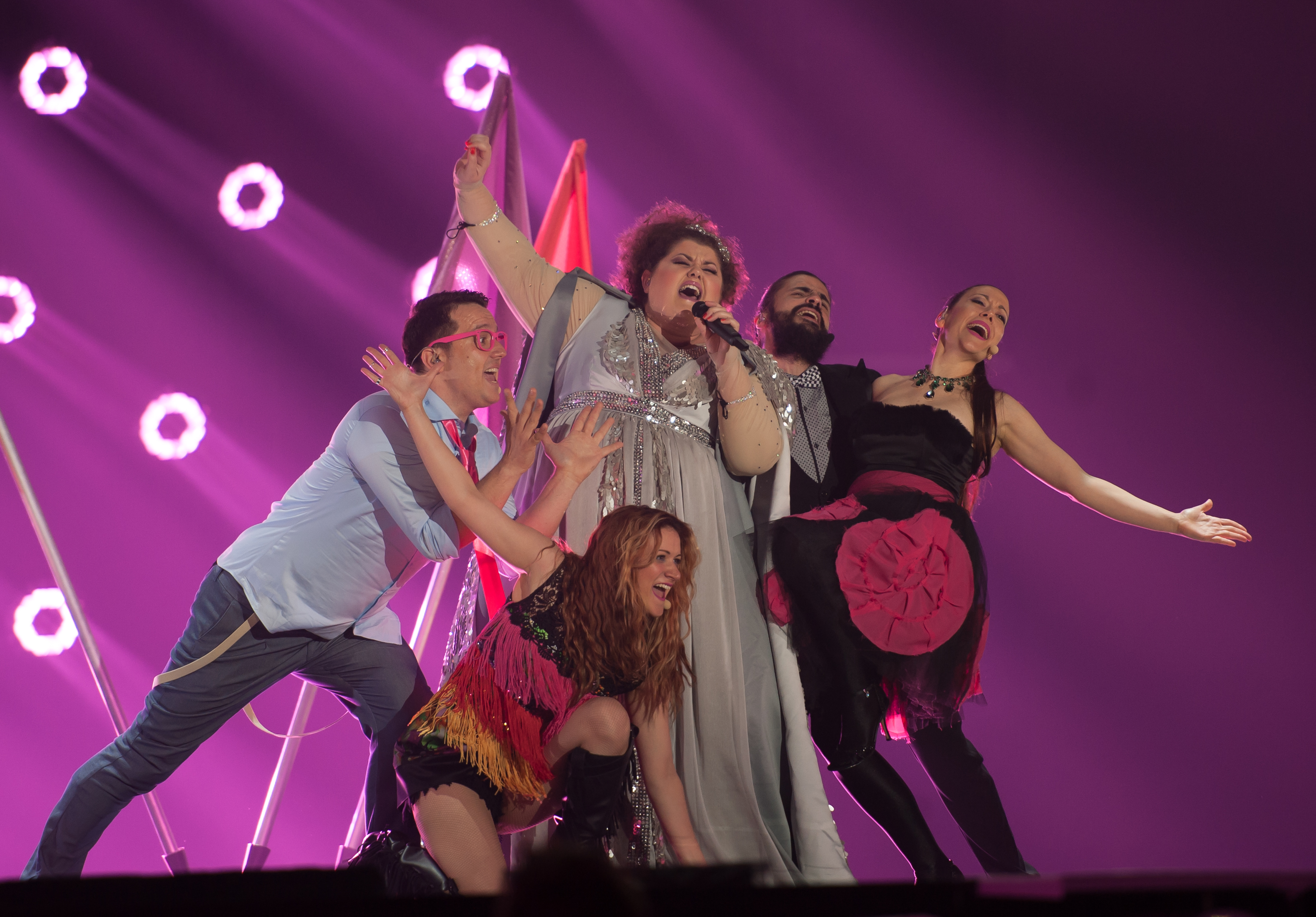
Bojana Stamenov em Viena (2015)
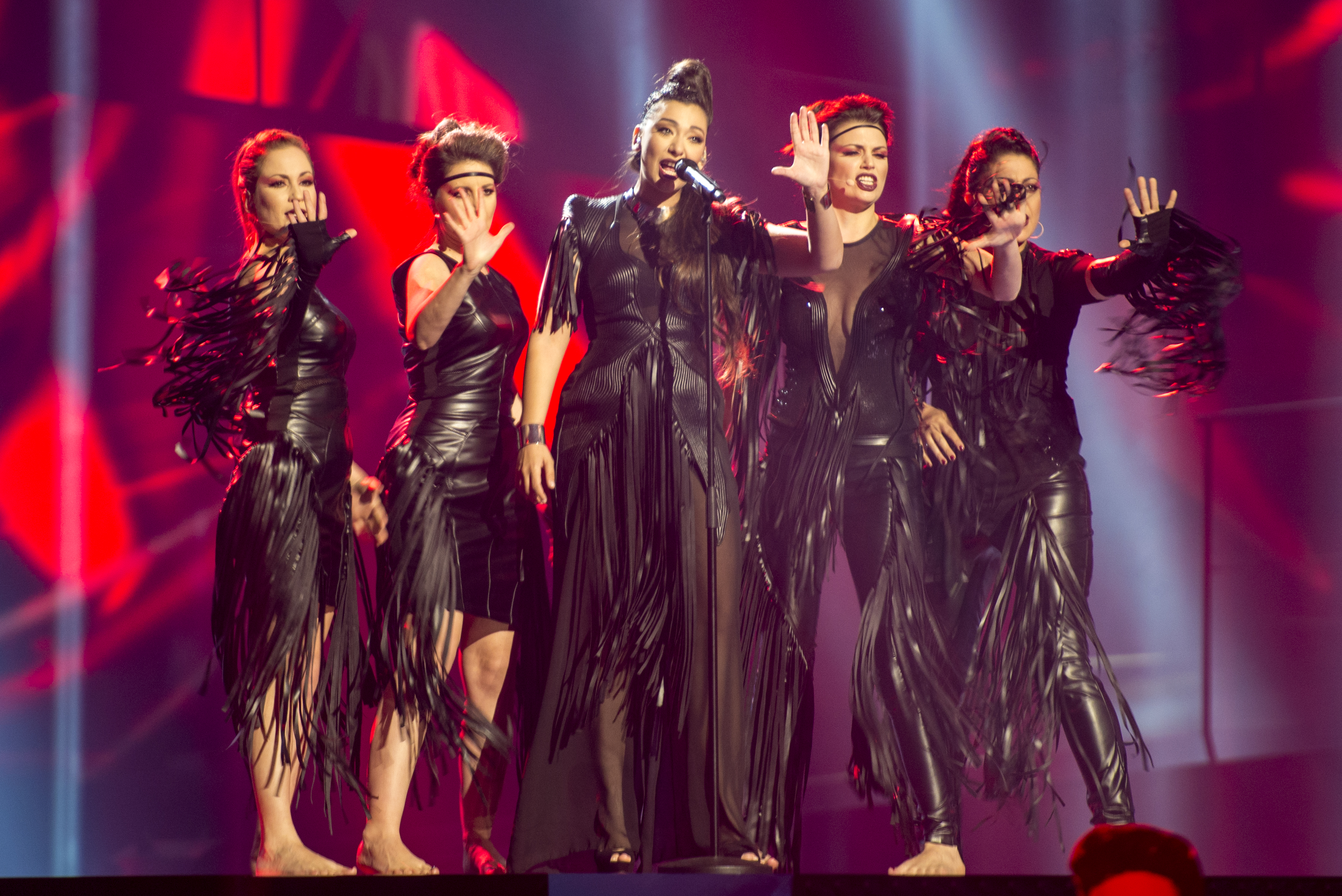
Sanja Vučić em Estocolmo (2016)
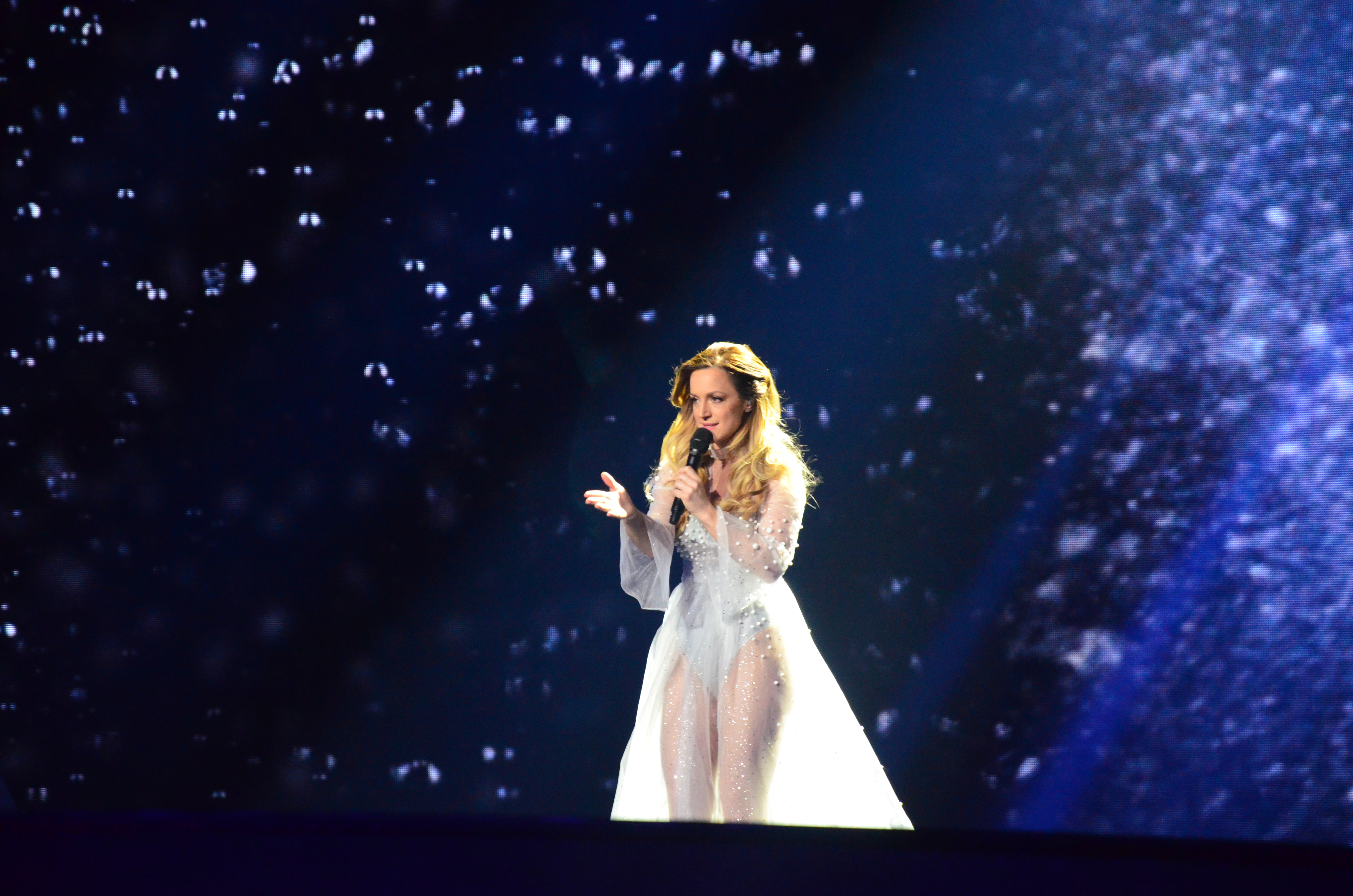
Tijana Bogićević em Kiev (2017)
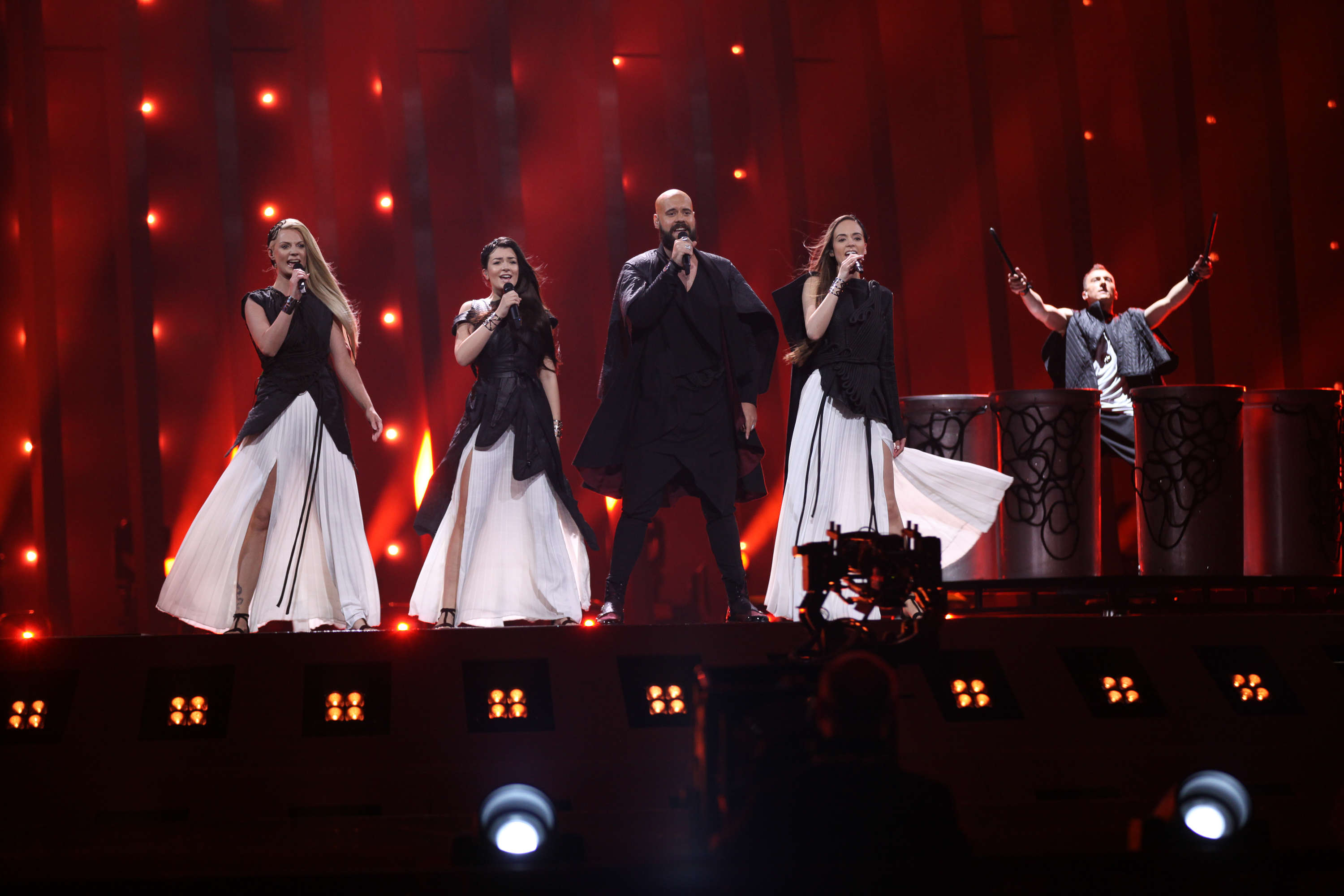
Sanja Ilić & Balkanika em Lisboa (2018)
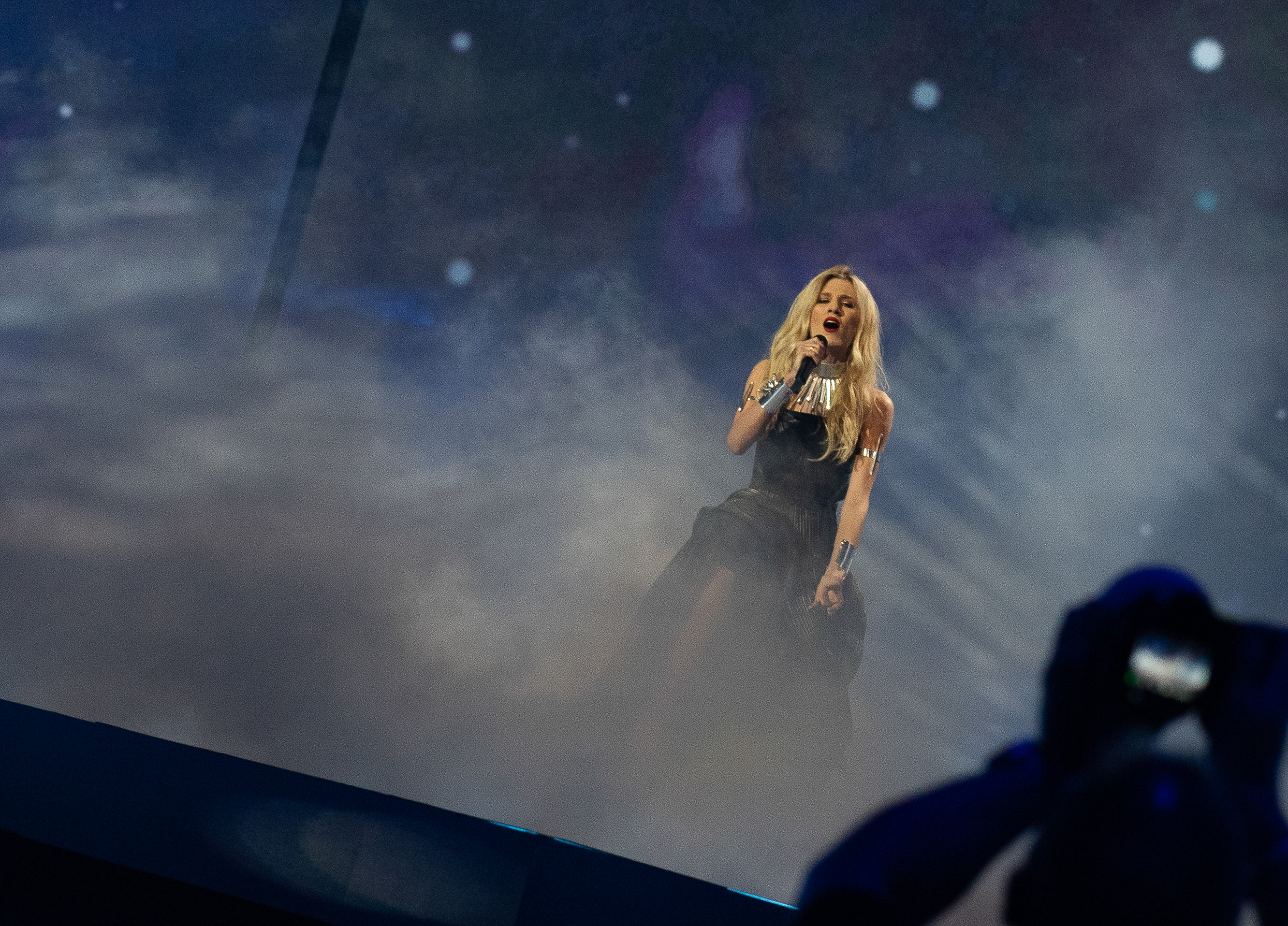
Nevena Božović em Tel Aviv (2019)

## Participações
Legenda
     Vencedor
     2.º lugar
     3.º lugar
     Pontuação Nula ("Null Points")/Último Lugar
     Melhor classificação (fora do top 3)
     Qualificação para a final (fora do top 3)
     País-anfitrião
     Desclassificado
| #   | Ano             | Artista                   | Canção                                                        | Língua              | Final                    | Pontos                   | Semi                     | Pontos                   |
| --- | --------------- | ------------------------- | ------------------------------------------------------------- | ------------------- | ------------------------ | ------------------------ | ------------------------ | ------------------------ |
| 1º  | Helsínquia 2007 | Marija Šerifović          | "Molitva" (Молитва) Oração/Destino                            | Sérvio              | 1º                       | 268                      | 1º                       | 298                      |
| 2º  | Belgrado 2008   | Jelena Tomašević          | "Oro" (Оро) Minha dor                                         | Sérvio              | 6º                       | 160                      | País anfitrião           | País anfitrião           |
| 3º  | Moscovo 2009    | Marko Kon & Milan Nikolić | "Cipela" (Ципела) Sapato                                      | Sérvio              | Não se qualificou        | Não se qualificou        | 10º                      | 60                       |
| 4º  | Oslo 2010       | Milan Stanković           | "Ovo Je Balkan" (Oво je Балкан) Isto são os Balcãs            | Sérvio              | 13º                      | 72                       | 5º                       | 79                       |
| 5º  | Düsseldorf 2011 | Nina                      | "Čaroban" (Чаробан) Mágico                                    | Sérvio              | 14º                      | 85                       | 8º                       | 67                       |
| 6º  | Baku 2012       | Željko Joksimović         | "Nije Ljubav Stvar" (Није љубав ствар) O amor não é um objeto | Sérvio              | 3º                       | 214                      | 2º                       | 159                      |
| 7º  | Malmö 2013      | Moje 3                    | "Ljubav je svuda" (Љубав је свуда) O amor está em toda parte  | Sérvio              | Não se qualificou        | Não se qualificou        | 11º                      | 46                       |
|     | Copenhaga 2014  | Não participou            | Não participou                                                | Não participou      | Não participou           | Não participou           | Não participou           | Não participou           |
| 8º  | Viena 2015      | Bojana Stamenov           | "Beauty Never Lies" Beleza nunca mente                        | Inglês              | 10º                      | 53                       | 9º                       | 63                       |
| 9º  | Estocolmo 2016  | Sanja Vučić               | "Goodbye" Adeus                                               | Inglês              | 18º                      | 115                      | 10º                      | 105                      |
| 10º | Kiev 2017       | Tijana Bogićević          | "In Too Deep" Muito Profundo                                  | Inglês              | Não se qualificou        | Não se qualificou        | 11º                      | 98                       |
| 11º | Lisboa 2018     | Sanja Ilić & Balkanika    | "Nova deca" (Нова деца) Crianças Novas                        | Sérvio & Torlakiano | 19º                      | 113                      | 9º                       | 117                      |
| 12º | Tel Aviv 2019   | Nevena Božović            | "Kruna" (Круна) Coroa                                         | Sérvio & Inglês     | 17º                      | 92                       | 7º                       | 156                      |
|     | Roterdão 2020   | Hurricane                 | "Hasta la vista" Até à vista                                  | Sérvio              | A edição não se realizou | A edição não se realizou | A edição não se realizou | A edição não se realizou |
| 13º | Roterdão 2021   | Hurricane                 | "Loco Loco" Louco Louco                                       | Sérvio              | 15º                      | 102                      | 8º                       | 124                      |
| 14º | Turim 2022      | Konstrakta                | "In Corpore Sano" Em corpo são                                | Sérvio & Latim      | 5º                       | 312                      | 3º                       | 237                      |
| 15º | Liverpool 2023  | Luke Black                | "Samo mi se spava" (Само ми се спава) Quero é dormir          | Sérvio & Inglês     | 23º                      | 30                       | 10º                      | 37                       |
| 16º | Malmö 2024      | Teya Dora                 | "Ramonda" (Рамонда)                                           | Sérvio              | 17º                      | 54                       | 10º                      | 47                       |
| 17º | Basileia 2025   | Princ                     | "Mila" (Мила) Prezado                                         | Sérvio              | Não se qualificou        | Não se qualificou        | 14º                      | 28                       |

| Ano             | Artista                   | Canção              | Final             | Final             | Final             | Final             | Final             | Final             | Semi            | Semi            | Semi            | Semi            | Semi | Semi   |
| Ano             | Artista                   | Canção              | Tlv.              | Pontos            | Júri              | Pontos            | Cl.               | Pontos            | Tlv.            | Pontos          | Júri            | Pontos          | Cl.  | Pontos |
| --------------- | ------------------------- | ------------------- | ----------------- | ----------------- | ----------------- | ----------------- | ----------------- | ----------------- | --------------- | --------------- | --------------- | --------------- | ---- | ------ |
| Moscovo 2009    | Marko Kon & Milan Nikolić | "Cipela"            | Não se qualificou | Não se qualificou | Não se qualificou | Não se qualificou | Não se qualificou | Não se qualificou | Apenas televoto | Apenas televoto | Apenas televoto | Apenas televoto | 10º  | 60     |
| Oslo 2010       | Milan Stanković           | "Ovo Je Balkan"     | 10º               | 110               | 21º               | 37                | 13º               | 72                | 5º              | 92              | 8º              | 65              | 5º   | 79     |
| Düsseldorf 2011 | Nina                      | "Čaroban"           | 13º               | 89                | 8º                | 111               | 14º               | 85                | 14º             | 42              | 4º              | 102             | 8º   | 67     |
| Baku 2012       | Željko Joksimović         | "Nije Ljubav Stvar" | 3º                | 211               | 2º                | 173               | 3º                | 214               | 2º              | 148             | 2º              | 141             | 2º   | 159    |
| Malmö 2013      | Moje 3                    | "Ljubav je svuda"   | Não se qualificou | Não se qualificou | Não se qualificou | Não se qualificou | Não se qualificou | Não se qualificou | 12º             | 8.39            | 15º             | 10.95           | 11º  | 46     |
| Viena 2015      | Bojana Stamenov           | "Beauty Never Lies" | 10º               | 86                | 16º               | 34                | 10º               | 53                | 7º              | 86              | 13º             | 47              | 9º   | 63     |
| Estocolmo 2016  | Sanja Vučić               | "Goodbye"           | 11º               | 80                | 23º               | 35                | 18º               | 115               | 10º             | 50              | 9º              | 55              | 10º  | 105    |
| Kiev 2017       | Tijana Bogićević          | "In Too Deep"       | Não se qualificou | Não se qualificou | Não se qualificou | Não se qualificou | Não se qualificou | Não se qualificou | 11º             | 45              | 10º             | 53              | 11º  | 98     |
| Lisboa 2018     | Sanja Ilić & Balkanika    | "Nova deca"         | 12º               | 75                | 21º               | 38                | 19º               | 113               | 8º              | 72              | 11º             | 45              | 9º   | 117    |
| Tel Aviv 2019   | Nevena Božović            | "Kruna"             | 13º               | 54                | 19º               | 35                | 17º               | 92                | 7º              | 65              | 5º              | 91              | 7º   | 156    |
| Roterdão 2021   | Hurricane                 | "Loco Loco"         | 9º                | 82                | 21º               | 20                | 15º               | 102               | 10º             | 68              | 10º             | 56              | 8º   | 124    |
| Turim 2022      | Konstrakta                | "In Corpore Sano"   | 4º                | 225               | 11º               | 87                | 5º                | 312               | 2º              | 174             | 9º              | 63              | 3º   | 237    |
| Liverpool 2023  | Luke Black                | "Samo mi se spava"  | 21º               | 16                | 23º               | 14                | 23º               | 30                | Apenas televoto | Apenas televoto | Apenas televoto | Apenas televoto | 10º  | 37     |
| Malmö 2024      | Teya Dora                 | "Ramonda"           | 14º               | 32                | 18º               | 22                | 17º               | 54                | Apenas televoto | Apenas televoto | Apenas televoto | Apenas televoto | 10º  | 47     |
| Basileia 2025   | Princ                     | "Mila"              | Não se qualificou | Não se qualificou | Não se qualificou | Não se qualificou | Não se qualificou | Não se qualificou | Apenas televoto | Apenas televoto | Apenas televoto | Apenas televoto | 14º  | 28     |

## Apresentadores

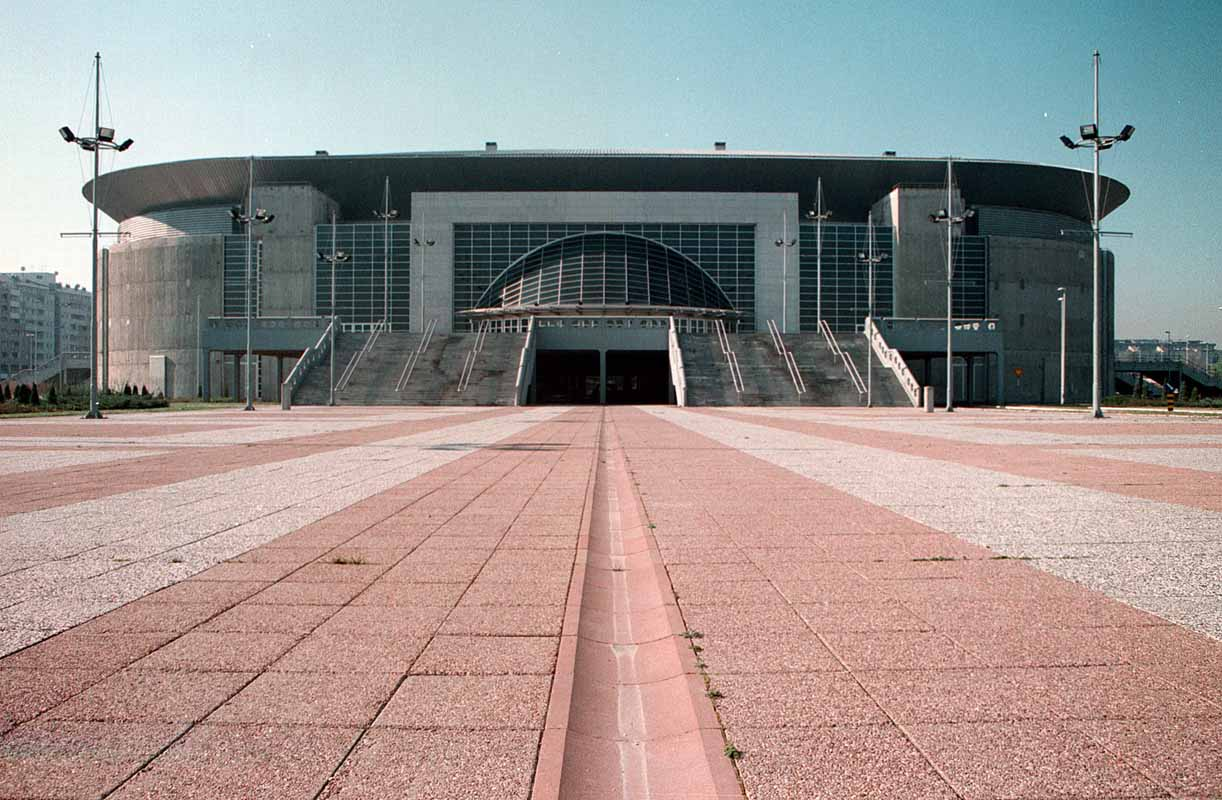
Beogradska Arena em Belgrado, sede do 2008

| Ano  | Local    | Local          | Apresentador(es)                    |
| ---- | -------- | -------------- | ----------------------------------- |
| 2008 | Belgrado | Belgrade Arena | Jovana Janković e Željko Joksimović |

## Comentadores e porta-vozes
| Ano(s) | Comentador televisivo                                                                     | Porta-voz         |
| ------ | ----------------------------------------------------------------------------------------- | ----------------- |
| 2007   | Duška Vučinić-Lučić                                                                       | Maja Nikolić      |
| 2008   | Dragan Ilić e Mladen Popović                                                              | Dušica Spasić     |
| 2009   | Dragan Ilić (1ª Semi-final) Duška Vučinić-Lučić (2ª Semi-final e Final)                   | Jovana Janković   |
| 2010   | Duška Vučinić-Lučić (1ª Semi-final e Final) Dragan Ilić (2ª Semi-final)                   | Maja Nikolić      |
| 2011   | Marina Nikolić (1ª Semi-final) Dragan Ilić (2ª Semi-final) Duška Vučinić-Lučić (Final)    | Dušica Spasić     |
| 2012   | Dragan Ilić (1ª Semi-final) Duška Vučinić-Lučić (2ª Semi-final e Final)                   | Maja Nikolić      |
| 2013   | Duška Vučinić-Lučić (1ª Semi-final) Marina Nikolić (2ª Semi-final) Silvana Grujić (Final) | Maja Nikolić      |
| 2014   | Silvana Grujić (Semi-finais e final) Dragan Ilić (Final)                                  | Não participou    |
| 2015   | Duška Vučinić-Lučić (1ª Semi-final e Final) Silvana Grujić (2ª Semi-final)                | Maja Nikolić      |
| 2016   | Dragan Ilić (1ª Semi-final) Duška Vučinić-Lučić (2ª Semi-final e Final)                   | Dragana Kosjerina |
| 2017   | Silvana Grujić e Olga Kapor (1ª semi-final) Duška Vučinić-Lučić (2ª semi-final e final)   | Sanja Vučić       |

## História dos votos (2007-2016)
Sérvia deu mais pontos a ...
| Rank | País                 | Pontos |
| ---- | -------------------- | ------ |
| 1    | Macedónia do Norte   | 96     |
| 2    | Rússia               | 85     |
| 2    | Ucrânia              | 85     |
| 4    | Bósnia e Herzegovina | 78     |
| 5    | Croácia              | 74     |

Sérvia recebeu mais pontos a ...
| Rank | País                 | Pontos |
| ---- | -------------------- | ------ |
| 1    | Macedónia do Norte   | 146    |
| 2    | Eslovénia            | 130    |
| 3    | Croácia              | 120    |
| 4    | Bósnia e Herzegovina | 110    |
| 5    | Suíça                | 106    |

## Prémios recebidos

### Prémios Marcel Bezençon
Prémio Artistico
Votado por anteriores vencedores
| Ano  | Canção           | Artista             | Resultado na final | Pontos | Anfitriã   |
| ---- | ---------------- | ------------------- | ------------------ | ------ | ---------- |
| 2007 | Marija Šerifović | "Molitva" (Молитва) | 1º                 | 268    | Helsínquia |

### OGAE
| Ano  | Canção              | Artista(s)       | Classificação Final | Resultado Final |
| ---- | ------------------- | ---------------- | ------------------- | --------------- |
| 2007 | "Molitva" (Молитва) | Marija Šerifović | 1º                  | 268             |